# 卡亞俄
卡亞俄 （西班牙語：Callao），旧译嘉里约，当地华人称介休，是秘魯最大、最重要的港口，與卡亞俄省同域，是卡亞俄大區唯一的省。卡亞俄位於首都利馬的西邊，屬於利馬都會區的一部分。

## 外部連結
- Municipality of Callao （页面存档备份，存于） （西班牙文）
- Regional government of Callao （页面存档备份，存于）